# Aguas Zarcas
 (janvier 2017).
Aguas Zarcas est un district du Costa Rica, faisant partie du canton de San Carlos, dans la province de Alajuela.